# バンダイロジパル
株式会社バンダイロジパルは、東京都葛飾区に本社を置く運輸関連企業。バンダイナムコホールディングスの完全子会社である。

## 概要
バンダイは商品の輸送コスト削減を目的に1963年9月に同社運輸部を分離して「バンダイ運輸株式会社」を設立、以降はバンダイ→バンダイナムコグループにおける物流部門を担ってきた。
2007年7月に国内における貨物自動車運送事業、倉庫業などを「株式会社ロジパルエクスプレス」として分社化。以降、バンダイロジパルは国際物流業務、サード・パーティー・ロジスティクス、アーケードゲーム機のメンテナンスを主要業務としている。ロジパルエクスプレス設立後も行っていたアーケードゲームの物流業務は、2016年4月までにロジパルエクスプレスへの移管が完了している。
通関業に関しては、AEO（Authorized Economic Operator）認定通関業者制度に基づく認定通関業者となっている。

## 沿革
- 1963年9月 - バンダイ運輸株式会社として設立。
- 1967年1月 - 関西地区の拠点として大阪バンダイ運輸株式会社設立。
- 1973年 - 大阪バンダイ運輸を吸収合併し、大阪営業所開設。
- 1981年7月 - 九州地区の拠点として九州バンダイ運輸有限会社設立。
- 1983年2月 - 九州バンダイ運輸の事業を譲受し、福岡営業所開設。
- 1992年9月 - 社内一般公募により、商号を株式会社バンダイロジパルに変更。
- 1997年4月 - 香港現地法人であるBANDAI LOGIPAL (H.K.) LTD.設立。
- 2001年9月 - 東京税関管轄区域における通関業許可を取得。
- 2002年9月 - 神戸税関管轄区域における通関業許可を取得。
- 2004年11月 - 中国初の現地法人であるBANDAI LOGIPAL (SHANGHAI) LTD.設立。
- 2006年1月 - バンダイがナムコと経営統合し「バンダイナムコホールディングス」が誕生。バンダイロジパルは同HDの完全子会社となり、同時にジャスダックへの上場廃止。
- 2007年7月 - 国内物流の実務部門（輸送など）を株式会社ロジパルエクスプレスとして分社化。
- 2009年2月 - AEO認定通関業者制度の認定を受ける。中国では2社目となる現地法人BLP TRADING (SHANGHAI) LTD.設立。
- 2011年6月 - アメリカ現地法人であるBANDAI LOGIPAL AMERICA,INC.設立。
- 2016年
  - 4月 - タイ王国現地法人であるBANDAI LOGIPAL (THAILAND) CO., LTD.設立。アーケードゲームの物流業務をロジパルエクスプレスへ完全移管。
  - 10月 - バンダイナムコエンターテインメントテクニカルセンター移転に伴い、勝島営業所と平和島営業所を統合。

## 国内事業所
○はアーケードゲームのサービス拠点（テクニカルサービス事業部）を設置。
○札幌市、○仙台市、○上尾市、○船橋市、○平和島、川崎市、静岡市、○名古屋市、○金沢市、○茨木市、○広島市、○坂出市、○粕屋町、○御船町、○浦添市